# アスキーソフトウェアコンテスト
アスキーソフトウェアコンテストは1983年から計二回開催されたアスキーおよび月刊アスキー主催のパソコンゲームコンテストである。募集内容は、未発表でオリジナルのゲームプログラム。各コンテストの後、全グランプリ受賞作品および一部の優秀賞・入賞作品がアスキーより単独パッケージとして販売された。

## 第1回
作品の募集期限は1983年10月末日。石田晴久・糸井重里・久世光彦・タモリ・細野晴臣の5名が審査員を務めた。審査結果は1984年2月18日発売の月刊アスキー3月号誌上にて発表され、以下の5作品がグランプリ受賞を果たした。
- ウォーゲーム製作キット[注釈 1]（FM-7）：外山勝浩
- ウータンジュニア（PC-8801）：玉川雄也
- ボコスカウォーズ（X1）：住井浩司（ラショウ）
- ブーメラン（PC-8001）：西川浩
- ストーンパニック（PC-6001）：小野晶雄

その他、優秀賞10作品、入賞50作品が選ばれた。

## 第2回
募集期限は1984年8月末日まで。嵐山光三郎・糸井重里・小林克也・河口洋一郎・小松左京の5名が審査員を務めた。審査結果は1984年11月18日発売の月刊アスキー12月号誌上で発表され、以下の4作品がグランプリを受賞した。
- エグゾアII ウォーロイド（X1）：高田義広
- サンダーボール（コンストラクションピンボール）（PC-6001）：吉田久
- コロン（PC-8801）：池田友也
- ザ・キャッスル（FM-7）：吉田功

その他、優秀賞7作品、入賞23作品が選ばれた。